# Messeturm
Messeturm je neboder koji se nalazi u Frankfurtu. Sagrađen je 1990. godine, visok je 257 metara i ima 64 katova koji su pretežno namijenjeni kao uredski prostor. Izgrađen je s ciljem da bude centar i žarište četvrti. 
U vrijeme kada je bio sagrađen, pa sve do izgradnje Tornja Commerzbank u Frankfurtu 1997. godine, bio je najviši neboder u Europi.